# Rhacochelifer balcanicus
Rhacochelifer balcanicus är en spindeldjursart som först beskrevs av Vladimir V. Redikorzev 1928.  Rhacochelifer balcanicus ingår i släktet Rhacochelifer och familjen tvåögonklokrypare. Inga underarter finns listade i Catalogue of Life.